# Осипов, Михаил Петрович
Михаил Петрович Осипов (1897 — 15 декабря 1983) — русский военный деятель, военнослужащий Добровольческой армии.

### Служба
Состоял в Ярославском кадетском корпусе с 1916 года, Обучался в Сергиевском артиллерийском училище в 1917. Состоял в Добровольческой армии с 28 ноября 1918: участник Екатеринославского похода. Во ВСЮР и Русской Армии в 34-й артиллерийской бригаде до эвакуации Крыма. Галлиполиец. С осени 1925 состоял в Алексеевском артдивизионе во Франции. Имел звание капитана с 1924. В 1932 окончил Высшие военно-научные курсы в Париже.

#### РОВС
С 1924 казначей, Начальник канцелярии 1-го отдела РОВС, впоследствии заместитель высшего руководителя и с начала 1979 до своей смерти Высший руководитель РОВС.

### Смерть
Умер 15 декабря 1983 в Париже. Похоронен на кладбище Сент-Женевьев-де-Буа, Франция.